# Calvos de Randín
Calvos de Randín är en kommun i Spanien. Den ligger i provinsen Ourense i den autonoma regionen Galicien i nordvästra delen av landet, 400 km nordväst om huvudstaden Madrid. Antalet invånare är 644 (2024).
Arean är 98,40 kvadratkilometer.